# Frank Ross
Frank Elmore Ross (2. dubna 1874 – 21. září 1960) byl americký astronom a fyzik. Narodil se v San Francisku a zemřel v Altadeně. V roce 1901 získal doktorát na Kalifornské univerzitě v Berkeley. Roku 1905 se stal ředitelem International Latitude Observatory v Gaithersburgu. V roce 1915 začal pracovat pro Eastman Kodak Company v Rochesteru. Roku 1924 přijal místo na Yerkesově observatoři, kde poté pracoval až do svého odchodu do důchodu v roce 1939.
Jeho první důležitá práce byla výpočet první spolehlivé oběžné dráhy Saturnova měsíce Phoebe v roce 1905, dále rovněž vypočítat oběžné dráhy Jupiterových satelitů Himalia a Elara. Při práci pro Eastman Kodak se zabýval fotografickými emulzemi a designem širokoúhlé čočky pro astronomické použití.
Na Yerkesově observatoři byl nástupcem E. E. Barnarda, přičemž zdědil Barnardovu sbírku fotografických desek. Ross se rozhodl opakovat stejnou sérii snímků a porovnat výsledky s blink komparátorem. Při této práci objevil 379 nových proměnných hvězd a více než 1000 hvězd s vysokým vlastním pohybem. Některé z těchto hvězd se ukázalo být poměrné blízko Zemi, a mnoho z těchto hvězd (jako je Ross 154) jsou stále široce známý pod katalogovým číslem, které jim Ross dal.
Během opozice Marsu v roce 1926 fotografoval planety v různých barvách pomocí šedesáti palcového dalekohledu na observatoři Mount Wilson. Následující rok získal ultrafialové snímky Venuše, které poprvé ukázaly strukturu v její oblačnost.
Kráter Ross na Marsu je pojmenován po něm, a kráteru Ross na Měsíc je pojmenované po něm a Jamesi Clarku Rossovi. 